# Maurice Tillet
Maurice Tillet (Urál, 1903. október 23. – Chicago, Illinois, 1954. szeptember 4.) oroszországi születésű francia pankrátor világbajnok.

## Élete
Tillet 1903-ban született Oroszországban. Tehetséges gyermek volt, több nyelven beszélt, verseket írt, színészkedett. Fiatalon jelentkeztek nála az akromegália tünetei. Ez az endokrinológiai  betegség a növekedési hormon túltermelődésével, és a csontozat rendellenes túlnövekedésével jár, melytől jellemzően az arc, de a test többi része is túlzott méretűvé válik. Betegsége miatt megjelenése rendkívüli volt. 
Több évig szolgált a francia haditengerészetnél, ahol mérnökként dolgozott. Az Egyesült Államokba költözött, ahol „francia angyal” művésznéven pankrátorként kezdett dolgozni. Debütálását követően hamar népszerű lett, olyannyira, hogy számos Angyal-imitátor jelent meg a pankrátorok között. Legnagyobb sikerét 1944-ben érte el, amikor Bostonban Steve Casey-t legyőzve világbajnoki címet szerzett. 
Tillet a világtól elzárkózva magányosan élt, 51 éves korában szívbetegség következtében hunyt el. Bobby Managoff pankrátor Tillet-t a halála előtt kérte meg, hogy arcáról gipszlenyomatot készíthessen. Tillet beleegyezett, így arcáról három lenyomat készült. Ezek közül az egyik ma a Pennsylvania állambeli York-ban a York Barbell Buildingben található.
Tillet-hez kapcsolódik az a népszerű, bár nem bizonyított elképzelés, hogy róla mintázták Shrek, a rajzfilmfigura alakját.

## Fordítás
- Ez a szócikk részben vagy egészben  a   Maurice Tillet című angol Wikipédia-szócikk fordításán alapul.  Az eredeti cikk szerkesztőit annak laptörténete sorolja fel. Ez a jelzés csupán a megfogalmazás eredetét és a szerzői jogokat jelzi, nem szolgál a cikkben szereplő információk forrásmegjelöléseként.